# Португалска акула
Португалската акула (Centroscymnus coelolepis) е вид акула от семейство Somniosidae. Този световно разпространен вид е установяван на дълбочина от 3675 m, което го прави най-дълбоко живеещата известна акула. Обитава ниските континентални склонове и абисалната равнина, като обикновено остава близо до дъното. Набита и тъмно кафява на цвят, португалската акула може да се отличи от подобно изглеждащите видове (като Dalatias licha), по малките шиповете в предната част на гръбните перки. Нейните кожни зъбци също са необичайни, наподобяващи люспи на костните риби. Този вид обикновено достига до 0,9 – 1 m на дължина, но акулите в Средиземно море са много по-малки и обитават различна дълбочина и имат друга предпочитана храна.
Португалската акула е активен ловец, способен да се справи с бърза, голяма плячка. Тя се храни предимно с главоноги и риби, макар че също яде безгръбначни и мърша от китоподобните. Тази акула има остро зрение, пригодено за откриване на биолуминесцираща плячка, тъй като слънчевата светлина не достига дълбините, в които живее. Португалската акула е яйцеживородна. Малките се изхранват от жълтък, а може би и от маточни флуиди. Женските раждат до 29 малки след период на бременност над една година. Ценна заради своето масло от черен дроб и в по-малка степен месо, португалската акула е важна за търговския дълбоководен риболов на работещи извън Португалия – Британските острови, Япония и Австралия. Този риболовен натиск и ниския репродуктивен потенциал на този вид, са довели Международния съюз за опазване на природата (IUCN) да го оценяват като почти застрашен вид.

## Морфология
Португалската акула обикновено достига дължина от 0,9 m при мъжките и 1 метър при женските, въпреки че са описани и екземпляри достигащи до 1,2 m. Акулите в Средиземно море, са по-малки, нараствайки на дължина не повече от 65 cm. Този вид има сплескана, закръглена муцуна, която е по-къса отколкото широка. Ноздрите имат малки кожни капачета. Очите са големи и с овална форма, разположени странично на главата. Снабдени са с отразяващ светлината тапетум (lucidum tapetum), който придава жълто-зелен отблясък на очите. Устата е широка и леко извита, с умерено дебели, гладки устни с малки бразди по ъглите, продължаващи и върху двете челюсти. Горните зъби са прави и тънки с единичен ръб, подредени в 43-68 редове. Долните имат къс, силно извит ръб, в 29-41 редове. Петте чифта хрилни отвори са къси и почти вертикални.
Тялото на португалската акула е масивно и цилиндрично, с изключение на плоския корем. Двете гръбни перки са малки и подобни по размери и форма, всеки носещ малко шипче отпред. Първата гръбната перка започва зад нивото на гръдните перки, а втората гръбна през средата на основите на коремните перки. Гръдните перки са средни по размер със заоблен край. Липсва анална перка. Опашната перка има къс, но добре развит долен лоб и видим кил в близост до върха на горния лоб. Много големите кожни зъбчета менят формата си с възрастта: в младите екземпляри те са на голямо разстояние и с форма на сърце, с непълен гребен; докато при възрастни те се припокриват, груби, кръгли, гладки и плоски с кръгла централната вдлъбнатина, повърхностно наподобяващи люспи на костни риби. Младите акули са едноцветни в синьо-черно, докато възрастните са кафяво-черни, без видни маркировки по перките. През 1997 г. частичен албинос, с бледо тяло, но нормални очи, е заловен в североизточната част на Атлантическия океан. Това представлява първият документиран случай на албинос при дълбоководна акула.

## Разпространение и местообитание
Разпространена е в Ангола, Австралия, Бенин, Камерун, Канада, Република Конго, Кот д'Ивоар, Екваториална Гвинея, Франция, Габон, Гамбия, Гана, Гвинея, Гвинея-Бисау, Исландия, Ирландия, Япония, Либерия, Мавритания, Мароко, Намибия, Нова Зеландия, Нигерия, Португалия, Сенегал, Сиера Леоне, Южна Африка, Испания, Того, Великобритания, САЩ и Западна Сахара.